# Cladomyrma aurochaetae
Cladomyrma aurochaetae is een mierensoort uit de onderfamilie van de schubmieren (Formicinae). De wetenschappelijke naam van de soort is voor het eerst geldig gepubliceerd in 1999 door Agosti, Moog & Maschwitz.